# Typhliasina pearsei
La dama blanca ciega (Typhliasina pearsei) es la única especie del género Typhliasina, un pez de agua dulce de la familia de las brótulas vivíparas, distribuidos endémicamente por ríos de la península de Yucatán, en México.

## Anatomía
Tienen el cuerpo parecido al resto de su familia, con una longitud pequeña, de menos de 10 cm, con la cabeza sin espinas. Son ciegos, pues no reaccionan al encendido de linternas en su proximidad, pero escapan rápidamente ante la menor vibración del agua; los individuos recién nacidos tienen un color amarillo brillante y miden alrededor de 2 cm.

## Hábitat y biología
Viven posados sobre el lecho del río, en aguas superficiales, muchas se encuentran en el interior de cuevas y agujeros profundos. Se alimenta preferentemnte de camarones y moluscos.